# Irínovka (Krasnodar)
Irínovka (del ruso: Ириновка) es un selo del raión de Krylovskaya del krai de Krasnodar de Rusia. Está situado en la orilla derecha del río Kugo-Yeya, afluente del río Yeya, 24 km al norte de Krylovskaya y 183 km al nordeste de Krasnodar, la capital del krai. Tenía 199 habitantes en 2010
Pertenece al municipio Kugoyéiskoye.